# Уан-Манхэттен-Сквер
Уан-Манхэттен-Сквер (англ. One Manhattan Square) — небоскрёб, проект которого был разработан компанией Extell Development Company в районе Ту-Бриджес Манхэттена, Нью-Йорк. Проект небоскрёба, стройка которого длилась с 2014 по 2019 год, находится на месте бывшего продуктового магазина Pathmark, который был снесен в 2014 году. Высота небоскрёба составляет 258 метров. Строительство здания было завершено к августу 2019 года.

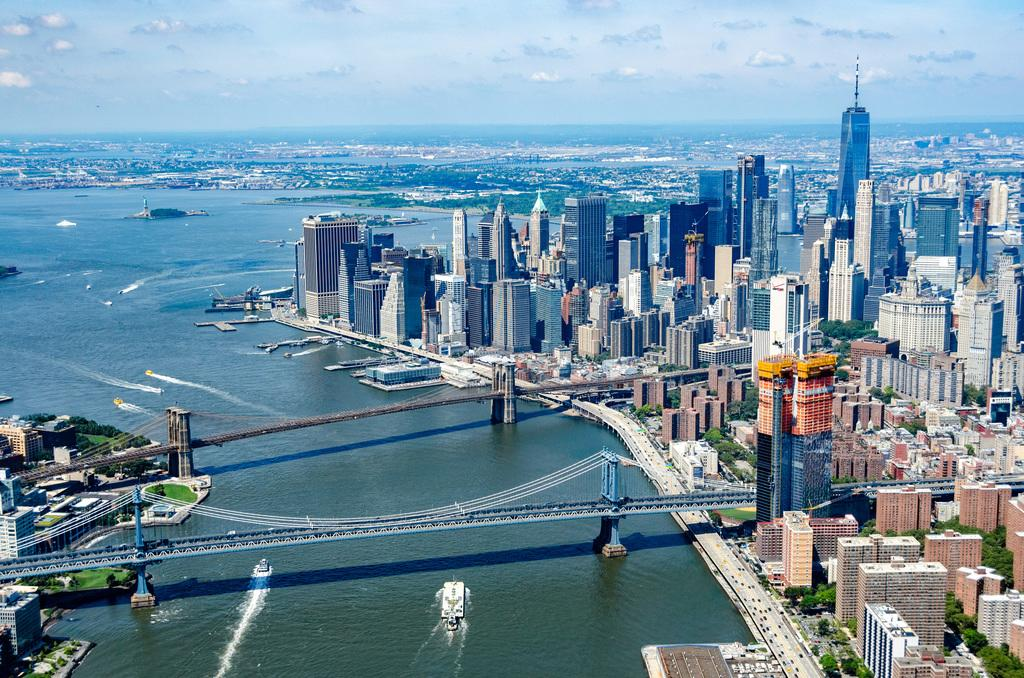
Уан-Манхэттен-Сквер (справа на переднем плане) в стадии строительства, 2017

## Споры
Жители района немедленно отреагировали на закрытие старого супермаркета Pathmark, заявив, что джентрификация помешает им покупать доступные продукты. После закрытия Pathmark, продукты в магазинах в районе Ту-Бриджес подорожали.
Другие жители района выступили против проекта, потому что башня будет выбиваться из общего контекста с остальным районом. Дизайн проекта также сравнивали с тёркой для сыра. В 2014 году компания Extell Development Company предложила построить на этом месте башню высотой 68 этажей, но позже уменьшила масштаб башни до 56 этажей. Опасения связаны с тем, что транзитная инфраструктура не сможет поддержать такое развитие. Однако в итоге здание оказалось 72-этажным.
Кроме того, в апреле 2015 года несколько десятков жителей района организовали акцию протеста, утверждая, что проект делает неравными будущих жильцов части доступного жилья и тех, кто проживает в башне класса люкс.